# Dům Domenica Alvara
Dům Domenica Alvara je čtyřpatrový rodinný dům v australském městě Sydney, ve čtvrti Surry Hill. Dům se stal známým díky své velikosti, uzpůsobené rozměrům stavební parcely a též prostřednictvím televizního pořadu, který se věnuje zajímavým a neobvyklým budovám.

## Historie
Architekt Domenic Alvaro (člen architektonického studia Woods Bagot) a jeho partnerka Sue Bassettová se v roce 2010 rozhodli zakoupit stavební pozemek blízko centra Sydney za účelem výstavby rodinného domu. Z důvodu vysokých cen pozemků jim realitní makléř nabídl ke koupi tři parkovací stání o celkové výměře 6x7 metrů. Pozemek nakonec Domenic a Sue koupili s tím, že neměli jistotu, zda jim stavba bude povolena. Stavební povolení od města získali a rok trvala následná výstavba domu. Ten byl dokončen v roce 2011. Výstavbu a vybavovaní domu dokumentoval druhý díl první série televizního seriálu Grand Design Australia stanice LifeStyle Channel. Dům navrhl sám Alvaro.

### Dispoziční uspořádání
V přízemí se nachází garáž a úložné prostory. V prvním patře je koupelna a ložnice, v druhém patře obývací pokoj. Ve třetím jídelna s kuchyní a ve čtvrtém malá pracovna se střešní terasou.

### Ocenění
Dům získal následující ocenění:
- 2011 – AIA Award od Australského institutu architektů (AIA)
- 2011 – Dům roku na Světovém architektonickém festivalu (WAF)[7]